# Hugo Mariutti
Hugo Mariutti Pereira (São Paulo, 18 de dezembro de 1975) é um guitarrista e produtor musical brasileiro. É notório por seus trabalhos com as bandas de rock e metal Henceforth, Viper, Shaman e a banda solo do Andre Matos.
É irmão de Luis Mariutti, ex-baixista da banda Angra.
Em 2012, ele foi considerado pela revista Rolling Stone Brasil um dos 70 mestres brasileiros da guitarra e do violão. Também foi eleito como o quarto melhor guitarrista do mundo pela revista Hard Rock na França e como o melhor guitarrista do Brasil pelos leitores da revista Roadie Crew, em 2003.
Tem como experiência turnês por todo o mundo, passando por países como Japão, Finlândia, Eslováquia, Hungria, República Tcheca, Inglaterra, Alemanha, França, Itália, Espanha, Bélgica, Argentina, Venezuela e Chile.

## Carreira
Ganhou sua primeira guitarra em 1989 por influência do irmão, e logo começou a ter aulas com o até hoje renomado professor Marcelo Araújo.
Em 1990, formou sua primeira banda, Wardeath, que fazia um som thrash metal, onde era o guitarrista e vocalista. A banda durou até 1993, tocando em vários lugares.
Em 1993, formou a banda de metal progressivo Henceforth. Com eles, além de muitos shows, Hugo gravou dois discos, Henceforth e The Gray Album. A banda parou as atividades em 2010.
Estudou Geografia, mas abandonou o curso para dedicar-se somente à música.
Em 2000, foi convidado por Andre Matos para integrar o Shaman, formada com ex-integrantes da primeira formação do grupo Angra, inclusive seu irmão Luis.
Foi convidado a participar da tour de reunião da banda Viper, gravando um CD e um DVD ao vivo em São Paulo. Em 2013, participa do Rock in Rio, com o Viper e com Andre Matos. Permaneceu com a banda até 2019, fazendo shows pelo Brasil e fora dele.
Através da gravadora Wikimetal Music, em 2014, lança o álbum A Blank Sheet Of Paper, seu primeiro CD solo, financiado pelo site Catarse. O CD foi masterizado no estúdio Abbey Road em Londres, pelo renomado engenheiro Frank Arkwright.
Via crowdfunding, lançou em 2018 seu segundo álbum For A Simple Rainy Day (2018).
Em 2018, a banda Shaman anuncia sua volta e faz uma tour de reunião com muito sucesso. Em 2020, Hugo sai do Viper, para se dedicar somente à banda Shaman.
Em fevereiro de 2021, lançou nas plataformas digitais o single "Why?", com a participação de Gabrielle Rousseau nos vocais e de Edu Cominato (SOTO, Jeff Scott Soto Band, Geoff Tate, Spektra) na bateria.
Em 10 de janeiro de 2023, anuncia o fim da banda Shaman através da sua conta no Instagram.
Em fevereiro de 2023, lança “Blur”, primeiro lançamento de Hugo desde o fim das atividades do Shaman. Em abril, lança o single "Too Late", inspirado em sonoridades britânicas. Em maio do mesmo ano, sai o single "Ghosts", que ganha um lyric video.
Em julho de 2023, sai seu terceiro álbum solo, The Last Dance.
Em dezembro de 2023, sai o EP Blue Era, composto por cinco músicas que foram escritas e gravadas junto com o material de The Last Dance, mas que acabaram não fazendo parte do disco, além do cover de “Ceremony”, da banda New Order.
Em 2024, participa do álbum The Nameless Cry da banda mineira Tuatha de Danann. Em março do mesmo ano, participa da faixa “God of War”, gravada pelo irmão Luis Mariutti.

## Discografia
Solo
- 2014 – A Blank Sheet of Paper
- 2018 – For a Simple Rainy Day[1]
- 2019 – Gone (single)
- 2021 – Why? (single)
- 2023 – The Last Dance
- 2023 – Blue Era (EP)

com o "Wardeath"
- 1990 – Behind The Fear (demo tape)

com o Shaman
- 2002 – Ritual
- 2003 – RituAlive
- 2005 – Reason

com o Andre Matos
- 2007 – Time to Be Free
- 2009 – Mentalize
- 2012 – The Turn of the Lights

com o Henceforth
- 2005 – Henceforth
- 2011 – The Gray Album

com o Remove Silence
- 2009 – Fade
- 2012 – Stupid Human Atrocity
- 2013 – Little Piece of Heaven

Participação em outros projetos
- 2007 – Tempestt – Bring 'Em On